# Senatorowie V kadencji Senatu Rzeczypospolitej Polskiej (2001–2005)

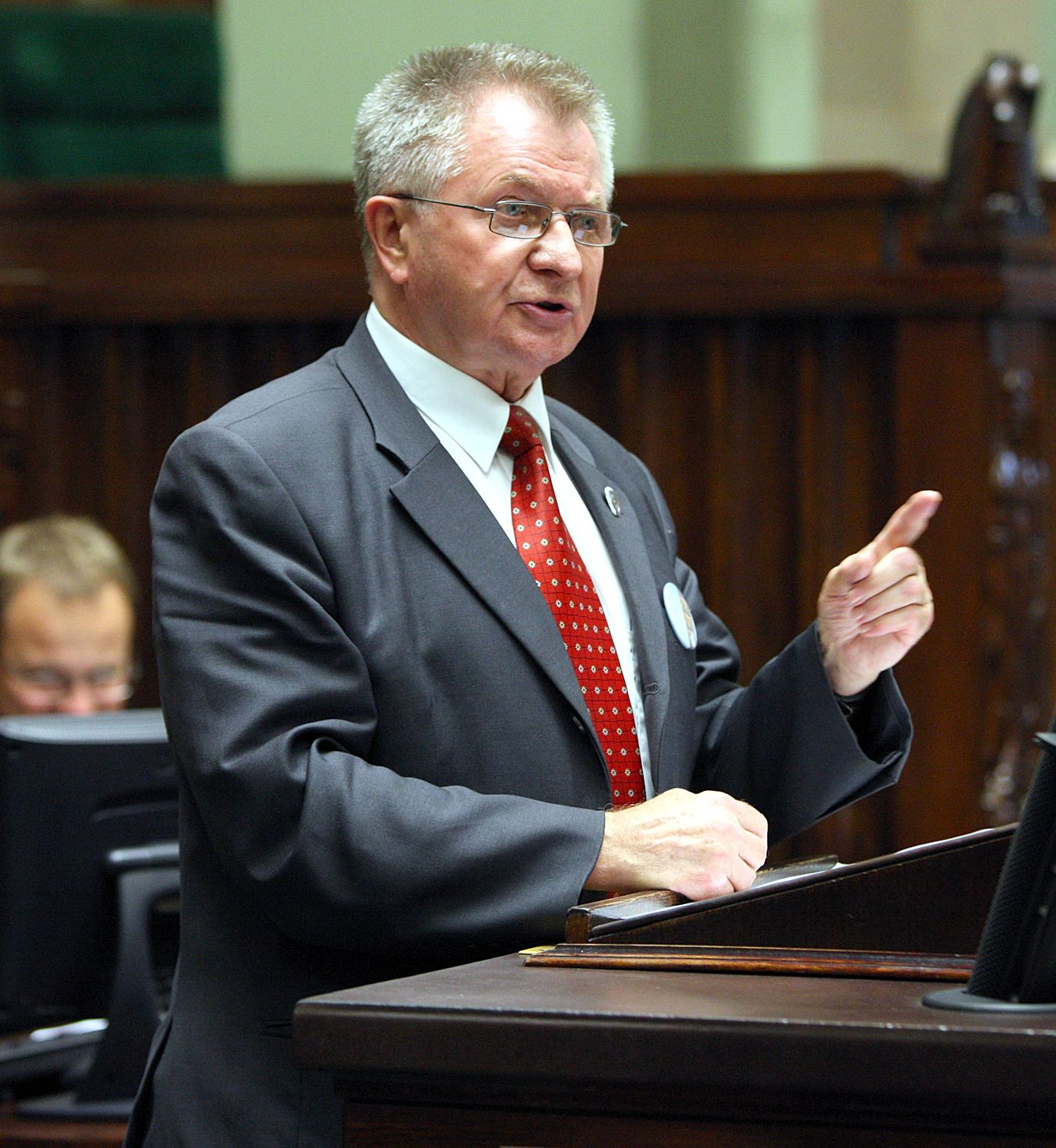
Longin Pastusiak – marszałek Senatu V kadencji

Senatorowie V kadencji zostali wybrani 23 września 2001 oraz w wyniku wyborów uzupełniających 27 kwietnia 2003, 12 października 2003, 28 marca 2004, 11 czerwca 2004, 12 września 2004, 21 listopada 2004 i 16 stycznia 2005. Senatorowie złożyli ślubowanie na pierwszym posiedzeniu Senatu V kadencji wyznaczonym na 20 października 2001, ich kadencja upłynęła w przeddzień pierwszego posiedzenia następnego Sejmu, tj. 18 października 2005.
W wyniku wyborów parlamentarnych w 2001 wybrano 100 senatorów. Zostali oni wyłonieni w głosowaniu większościowym w 40 okręgach wyborczych, w których wybierano od 2 do 4 senatorów na zasadzie większości względnej. 75 nowo wybranych senatorów reprezentowało Sojusz Lewicy Demokratycznej – Unia Pracy (SLD–UP), 15 kandydowało z ramienia Bloku Senat 2001 (BS), 4 Polskie Stronnictwo Ludowe (PSL) po 2 Ligę Polskich Rodzin (LPR) i Samoobronę Rzeczpospolitej Polskiej (SRP), 2 mandaty uzyskali kandydaci niezależni. Wśród nich znalazło się 23 kobiet i 77 mężczyzn. Brak przynależności partyjnej deklarowało 23 wybranych senatorów. 44 osoby po raz pierwszy uzyskały mandaty w polskim parlamencie, 56 osób posiadało doświadczenie parlamentarne wynikające z zasiadania w Sejmie lub Senacie.
1. posiedzenie Senatu VI kadencji rozpoczęło się w dniu 20 października 2001, funkcję marszałka seniora pełnił najstarszy wiekiem senator – Andrzej Wielowieyski.
W trakcie kadencji dziesięciokrotnie w siedmiu terminach przeprowadzono wybory uzupełniające. W czterech przypadkach przyczyną ich zarządzenia był wybór senatorów na posłów do Parlamentu Europejskiego wybranych w wyborach parlamentarnych w 2001, w dwóch – śmierć senatorów, po jednym w wyniku wyboru na Marszałka Województwa Dolnośląskiego, wyboru na sędziego Trybunału Konstytucyjnego, powołania na członka Rady Polityki Pieniężnej i powołania na członka Krajowej Rady Radiofonii i Telewizji.

## Kluby i koła w Senacie w trakcie kadencji
| \| Ugrupowanie polityczne \| Ugrupowanie polityczne \| X 2001[6] \| X 2005 \| +/– \| \| ---------------------- \| ----------------------------------------- \| --------- \| ------ \| --- \| \| \| Sojusz Lewicy Demokratycznej – Unia Pracy \| 75 \| 58 \| 17 \| \| \| Blok Senat 2001 \| 15 \| 8 \| 7 \| \| \| KS Ludowych i Niezależnych \| 5 \| 4 \| 1 \| \| \| Liga Polskich Rodzin \| 2 \| 4 \| 2 \| \| \| Samoobrona \| 2 \| 3 \| 1 \| \| \| Socjaldemokracja Polska[a] \| – \| 10 \| – \| \| \| Partia Demokratyczna – demokraci.pl[b] \| – \| 5 \| – \| \| \| Platforma Obywatelska[c] \| – \| 3 \| – \| \| \| Prawo i Sprawiedliwość[d] \| – \| 2 \| – \| \| \| Senatorowie niezrzeszeni[e] \| 1 \| 3 \| 2 \| \| Razem \| Razem \| 100 \| 100 \| 100 \| | Podział 100 mandatów: SLD-UP: 75 Samoobrona: 2 KS Ludowych i Niezależnych: 5 Blok Senat 2001: 15 LPR: 2 Niezrz.: 1 |        |        |     |
| Ugrupowanie polityczne | Ugrupowanie polityczne                                                                                             | X 2001 | X 2005 | +/– |
| | Sojusz Lewicy Demokratycznej – Unia Pracy                                                                          | 75     | 58     | 17  |
| | Blok Senat 2001 | 15     | 8      | 7   |
| | KS Ludowych i Niezależnych                                                                                         | 5      | 4      | 1   |
| | Liga Polskich Rodzin                                                                                               | 2      | 4      | 2   |
| | Samoobrona | 2      | 3      | 1   |
| | Socjaldemokracja Polska                                                                                            | –      | 10     | –   |
| | Partia Demokratyczna – demokraci.pl                                                                                | –      | 5      | –   |
| | Platforma Obywatelska                                                                                              | –      | 3      | –   |
| | Prawo i Sprawiedliwość                                                                                             | –      | 2      | –   |
| | Senatorowie niezrzeszeni                                                                                           | 1      | 3      | 2   |
| Razem | Razem | 100    | 100    | 100 |

## Prezydium Senatu V kadencji
| Senator                                                              | Senator              | Funkcja                                                     | Klub                                                        | Czas pełnienia funkcji    | Czas pełnienia funkcji    |
| Senator                                                              | Senator              | Funkcja                                                     | Klub                                                        | Od                        | Do                        |
| -------------------------------------------------------------------- | -------------------- | ----------------------------------------------------------- | ----------------------------------------------------------- | ------------------------- | ------------------------- |
|                                                                      | Andrzej Wielowieyski | Marszałek senior                                            | KS Blok Senat 2001                                          | 20 października 2001(dts) | 20 października 2001(dts) |
| Marszałek senior przewodniczy obradom Senatu przed wyborem Prezydium |                      |                                                             |                                                             |                           |                           |
|                                                                      | Longin Pastusiak     | Marszałek Senatu                                            | KS Sojusz Lewicy Demokratycznej – Unia Pracy „Lewica Razem” | 20 października 2001(dts) | 18 października 2005(dts) |
| Jolanta Danielak                                                     | Wicemarszałek Senatu | KS Sojusz Lewicy Demokratycznej – Unia Pracy „Lewica Razem” | 24 października 2001(dts)                                   | 18 października 2005(dts) |                           |
| Ryszard Jarzembowski                                                 | Wicemarszałek Senatu | KS Sojusz Lewicy Demokratycznej – Unia Pracy „Lewica Razem” | 24 października 2001(dts)                                   | 18 października 2005(dts) |                           |
|                                                                      | Kazimierz Kutz       | Wicemarszałek Senatu                                        | KS Blok Senat 2001                                          | 24 października 2001(dts) | 18 października 2005(dts) |

Ponadto 24 października 2001 wybrano 8 sekretarzy: Janusza Bargieła (SLD–UP), Krystynę Doktorowicz (SLD–UP), Zbigniewa Gołąbka (SLD–UP), Sławomira Izdebskiego (SRP), Andrzeja Jaeschkego (SLD–UP), Marian Lewickiego (SLD–UP), Alicję Stradomską (SLD–UP) i Krzysztofa Szydłowskiego (SLD–UP).

## Senatorowie V kadencji
Kolorem szarym wyróżniono senatora, którego mandat wygasł w czasie trwania kadencji izby.

### Senatorowie wybrani 23 września 2001
| Zdjęcie                         |                      | Senator                                       | Komitet wyborczy                              | Okręg        | Siedziba OKW                                                                 | Dotychczasowy staż parlamentarny                                                     | % Głosów |
| ------------------------------- | -------------------- | --------------------------------------------- | --------------------------------------------- | ------------ | ---------------------------------------------------------------------------- | ------------------------------------------------------------------------------------ | -------- |
| Jerzy Adamski                   |                      | Jerzy Adamski                                 | KKW Sojusz Lewicy Demokratycznej – Unia Pracy | 10           | Piotrków Trybunalski                                                         | senator III i IV kadencji (1993–2001)                                                | 28,53    |
| Andrzej Anulewicz               | Andrzej Anulewicz    | KKW Sojusz Lewicy Demokratycznej – Unia Pracy | 17                                            | Siedlce      | wybrany po raz pierwszy                                                      | 23,33                                                                                |          |
| Franciszek Bachleda-Księdzularz |                      | Franciszek Bachleda-Księdzularz               | KWW Blok Senat 2001                           | 13           | Nowy Sącz                                                                    | senator III i IV kadencji (1993–2001)                                                | 30,10    |
| Marek Balicki                   |                      | Marek Balicki                                 | KKW Sojusz Lewicy Demokratycznej – Unia Pracy | 18           | Warszawa                                                                     | poseł na Sejm I i II kadencji (1991–1997)                                            | 33,82    |
| Janusz Bargieł                  | Janusz Bargieł       | KKW Sojusz Lewicy Demokratycznej – Unia Pracy | 12                                            | Kraków       | wybrany po raz pierwszy                                                      | 25,63                                                                                |          |
| Tadeusz Bartos                  | Tadeusz Bartos       | KKW Sojusz Lewicy Demokratycznej – Unia Pracy | 32                                            | Kielce       | wybrany po raz pierwszy                                                      | 33,96                                                                                |          |
| Maria Berny                     | Maria Berny          | KKW Sojusz Lewicy Demokratycznej – Unia Pracy | 3                                             | Wrocław      | senator III kadencji (1993–1997)                                             | 35,59                                                                                |          |
| Adam Biela                      |                      | Adam Biela                                    | Liga Polskich Rodzin                          | 7            | Chełm                                                                        | poseł na Sejm III kadencji (1997–2001)                                               | 25,14    |
| Janusz Bielawski                |                      | Janusz Bielawski                              | KKW Sojusz Lewicy Demokratycznej – Unia Pracy | 1            | Legnica                                                                      | senator IV kadencji (1997–2001)                                                      | 45,48    |
| January Bień                    | January Bień         | KKW Sojusz Lewicy Demokratycznej – Unia Pracy | 27                                            | Częstochowa  | wybrany po raz pierwszy                                                      | 38,90                                                                                |          |
| Franciszek Bobrowski            | Franciszek Bobrowski | KKW Sojusz Lewicy Demokratycznej – Unia Pracy | 36                                            | Konin        | wybrany po raz pierwszy                                                      | 41,55                                                                                |          |
| Krzysztof Borkowski             |                      | Krzysztof Borkowski                           | Polskie Stronnictwo Ludowe                    | 17           | Siedlce                                                                      | senator III kadencji (1993–1997)                                                     | 23,77    |
| Władysław Bułka                 |                      | Władysław Bułka                               | KKW Sojusz Lewicy Demokratycznej – Unia Pracy | 26           | Bielsko-Biała                                                                | poseł na Sejm II i III kadencji (1993–2001)                                          | 36,12    |
| Czesława Christowa              | Czesława Christowa   | KKW Sojusz Lewicy Demokratycznej – Unia Pracy | 40                                            | Szczecin     | wybrana po raz pierwszy                                                      | 40,75                                                                                |          |
| Andrzej Chronowski              |                      | Andrzej Chronowski                            | KWW Blok Senat 2001                           | 13           | Nowy Sącz                                                                    | senator III i IV kadencji (1993–2001)                                                | 32,75    |
| Jerzy Cieślak                   |                      | Jerzy Cieślak                                 | KKW Sojusz Lewicy Demokratycznej – Unia Pracy | 1            | Legnica                                                                      | senator III i IV kadencji (1993–2001)                                                | 37,62    |
| Zygmunt Cybulski                | Zygmunt Cybulski     | KKW Sojusz Lewicy Demokratycznej – Unia Pracy | 4                                             | Bydgoszcz    | poseł na Sejm II kadencji (1993–1997)                                        | 38,70                                                                                |          |
| Gerard Czaja                    | Gerard Czaja         | KKW Sojusz Lewicy Demokratycznej – Unia Pracy | 25                                            | Gdynia       | wybrany po raz pierwszy                                                      | 31,30                                                                                |          |
| Jolanta Danielak                | Jolanta Danielak     | KKW Sojusz Lewicy Demokratycznej – Unia Pracy | 8                                             | Zielona Góra | senator IV kadencji (1997–2001)                                              | 39,24                                                                                |          |
| Krystyna Doktorowicz            | Krystyna Doktorowicz | KKW Sojusz Lewicy Demokratycznej – Unia Pracy | 30                                            | Katowice     | wybrana po raz pierwszy                                                      | 37,41                                                                                |          |
| Kazimierz Drożdż                | Kazimierz Drożdż     | KKW Sojusz Lewicy Demokratycznej – Unia Pracy | 2                                             | Wałbrzych    | senator IV kadencji (1997–2001)                                              | 46,42                                                                                |          |
| Bernard Drzęźla                 | Bernard Drzęźla      | KKW Sojusz Lewicy Demokratycznej – Unia Pracy | 29                                            | Rybnik       | wybrany po raz pierwszy                                                      | 36,60                                                                                |          |
| Henryk Dzido                    |                      | Henryk Dzido                                  | Samoobrona Rzeczpospolitej Polskiej           | 10           | Piotrków Trybunalski                                                         | wybrany po raz pierwszy                                                              | 21,56    |
| Józef Dziemdziela               |                      | Józef Dziemdziela                             | KKW Sojusz Lewicy Demokratycznej – Unia Pracy | 11           | Sieradz                                                                      | wybrany po raz pierwszy                                                              | 29,05    |
| Genowefa Ferenc                 | Genowefa Ferenc      | KKW Sojusz Lewicy Demokratycznej – Unia Pracy | 35                                            | Kalisz       | senator IV kadencji (1997–2001)                                              | 34,13                                                                                |          |
| Adam Gierek                     | Adam Gierek          | KKW Sojusz Lewicy Demokratycznej – Unia Pracy | 31                                            | Sosnowiec    | wybrany po raz pierwszy                                                      | 64,69                                                                                |          |
| Witold Gładkowski               | Witold Gładkowski    | KKW Sojusz Lewicy Demokratycznej – Unia Pracy | 39                                            | Koszalin     | wybrany po raz pierwszy                                                      | 43,75                                                                                |          |
| Zbigniew Gołąbek                | Zbigniew Gołąbek     | KKW Sojusz Lewicy Demokratycznej – Unia Pracy | 16                                            | Radom        | senator IV kadencji (1997–2001)                                              | 31,34                                                                                |          |
| Henryk Gołębiewski              | Henryk Gołębiewski   | KKW Sojusz Lewicy Demokratycznej – Unia Pracy | 2                                             | Wałbrzych    | wybrany po raz pierwszy                                                      | 38,01                                                                                |          |
| Genowefa Grabowska              | Genowefa Grabowska   | KKW Sojusz Lewicy Demokratycznej – Unia Pracy | 30                                            | Katowice     | wybrana po raz pierwszy                                                      | 35,34                                                                                |          |
| Adam Graczyński                 | Adam Graczyński      | KKW Sojusz Lewicy Demokratycznej – Unia Pracy | 29                                            | Rybnik       | senator IV kadencji (2000–2001)                                              | 33,53                                                                                |          |
| Sławomir Izdebski               |                      | Sławomir Izdebski                             | Samoobrona Rzeczpospolitej Polskiej           | 17           | Siedlce                                                                      | wybrany po raz pierwszy                                                              | 22,27    |
| Andrzej Jaeschke                |                      | Andrzej Jaeschke                              | KKW Sojusz Lewicy Demokratycznej – Unia Pracy | 12           | Kraków                                                                       | wybrany po raz pierwszy                                                              | 21,48    |
| Adam Jamróz                     | Adam Jamróz          | KKW Sojusz Lewicy Demokratycznej – Unia Pracy | 23                                            | Białystok    | wybrany po raz pierwszy                                                      | 31,17                                                                                |          |
| Zdzisława Janowska              | Zdzisława Janowska   | KKW Sojusz Lewicy Demokratycznej – Unia Pracy | 9                                             | Łódź         | senator III kadencji (1993–1997)                                             | 48,35                                                                                |          |
| Mieczysław Janowski             |                      | Mieczysław Janowski                           | KWW Blok Senat 2001                           | 22           | Rzeszów                                                                      | senator IV kadencji (1997–2001)                                                      | 20,73    |
| Zdzisław Jarmużek               |                      | Zdzisław Jarmużek                             | KKW Sojusz Lewicy Demokratycznej – Unia Pracy | 8            | Zielona Góra                                                                 | senator III i IV kadencji (1993–2001)                                                | 33,28    |
| Ryszard Jarzembowski            | Ryszard Jarzembowski | KKW Sojusz Lewicy Demokratycznej – Unia Pracy | 5                                             | Toruń        | senator II, III i IV kadencji (1991–2001)                                    | 35,00                                                                                |          |
| Dorota Kempka                   | Dorota Kempka        | KKW Sojusz Lewicy Demokratycznej – Unia Pracy | 4                                             | Bydgoszcz    | senator III i IV kadencji (1993–2001); poseł na Sejm X kadencji (1989–1991)  | 39,96                                                                                |          |
| Apolonia Klepacz                | Apolonia Klepacz     | KKW Sojusz Lewicy Demokratycznej – Unia Pracy | 20                                            | Opole        | wybrana po raz pierwszy                                                      | 31,09                                                                                |          |
| Janusz Konieczny                | Janusz Konieczny     | KKW Sojusz Lewicy Demokratycznej – Unia Pracy | 21                                            | Krosno       | wybrany po raz pierwszy                                                      | 25,60                                                                                |          |
| Aleksandra Koszada              | Aleksandra Koszada   | KKW Sojusz Lewicy Demokratycznej – Unia Pracy | 11                                            | Sieradz      | wybrana po raz pierwszy                                                      | 31,35                                                                                |          |
| Marian Kozłowski                | Marian Kozłowski     | KKW Sojusz Lewicy Demokratycznej – Unia Pracy | 33                                            | Elbląg       | poseł na Sejm I kadencji (1991–1993)                                         | 37,54                                                                                |          |
| Zbigniew Kruszewski             | Zbigniew Kruszewski  | KKW Sojusz Lewicy Demokratycznej – Unia Pracy | 15                                            | Płock        | senator IV kadencji (1997–2001)                                              | 31,58                                                                                |          |
| Olga Krzyżanowska               |                      | Olga Krzyżanowska                             | KWW Blok Senat 2001                           | 24           | Gdańsk                                                                       | poseł na Sejm X, I, II i III kadencji (1989–2001)                                    | 32,13    |
| Zbigniew Kulak                  |                      | Zbigniew Kulak                                | KKW Sojusz Lewicy Demokratycznej – Unia Pracy | 35           | Kalisz                                                                       | senator III i IV kadencji (1993–2001)                                                | 26,64    |
| Anna Kurska                     |                      | Anna Kurska                                   | KWW i Sympatyków Lecha Kaczyńskiego           | 24           | Gdańsk                                                                       | wybrana po raz pierwszy                                                              | 38,98    |
| Irena Kurzępa                   |                      | Irena Kurzępa                                 | KKW Sojusz Lewicy Demokratycznej – Unia Pracy | 7            | Chełm                                                                        | wybrana po raz pierwszy                                                              | 26,07    |
| Kazimierz Kutz                  |                      | Kazimierz Kutz                                | KWW Blok Senat 2001                           | 30           | Katowice                                                                     | senator IV kadencji (1997–2001)                                                      | 40,26    |
| Grzegorz Lato                   |                      | Grzegorz Lato                                 | KKW Sojusz Lewicy Demokratycznej – Unia Pracy | 22           | Rzeszów                                                                      | wybrany po raz pierwszy                                                              | 32,05    |
| Marian Lewicki                  | Marian Lewicki       | KKW Sojusz Lewicy Demokratycznej – Unia Pracy | 1                                             | Legnica      | wybrany po raz pierwszy                                                      | 32,57                                                                                |          |
| Grzegorz Lipowski               | Grzegorz Lipowski    | KKW Sojusz Lewicy Demokratycznej – Unia Pracy | 27                                            | Częstochowa  | senator IV kadencji (1997–2001)                                              | 37,68                                                                                |          |
| Teresa Liszcz                   |                      | Teresa Liszcz                                 | KWW Blok Senat 2001                           | 6            | Lublin                                                                       | poseł na Sejm X, I i III kadencji (1989–1993, 1997–2001)                             | 24,21    |
| Bogusław Litwiniec              |                      | Bogusław Litwiniec                            | KKW Sojusz Lewicy Demokratycznej – Unia Pracy | 3            | Wrocław                                                                      | senator IV kadencji (2001)                                                           | 33,01    |
| Janusz Lorenz                   | Janusz Lorenz        | KKW Sojusz Lewicy Demokratycznej – Unia Pracy | 34                                            | Olsztyn      | senator IV kadencji (1997–2001)                                              | 37,38                                                                                |          |
| Włodzimierz Łęcki               | Włodzimierz Łęcki    | KKW Sojusz Lewicy Demokratycznej – Unia Pracy | 38                                            | Poznań       | wybrany po raz pierwszy                                                      | 37,30                                                                                |          |
| Władysław Mańkut                | Władysław Mańkut     | KKW Sojusz Lewicy Demokratycznej – Unia Pracy | 33                                            | Elbląg       | wybrany po raz pierwszy                                                      | 33,54                                                                                |          |
| Jerzy Markowski                 | Jerzy Markowski      | KKW Sojusz Lewicy Demokratycznej – Unia Pracy | 28                                            | Gliwice      | senator IV kadencji (1997–2001)                                              | 36,94                                                                                |          |
| Grzegorz Matuszak               | Grzegorz Matuszak    | KKW Sojusz Lewicy Demokratycznej – Unia Pracy | 9                                             | Łódź         | wybrany po raz pierwszy                                                      | 39,56                                                                                |          |
| Bogusław Mąsior                 | Bogusław Mąsior      | KKW Sojusz Lewicy Demokratycznej – Unia Pracy | 12                                            | Kraków       | senator III kadencji (1993–1997)                                             | 22,85                                                                                |          |
| Mieczysław Mietła               | Mieczysław Mietła    | KKW Sojusz Lewicy Demokratycznej – Unia Pracy | 14                                            | Tarnów       | wybrany po raz pierwszy                                                      | 20,81                                                                                |          |
| Stanisław Nicieja               | Stanisław Nicieja    | KKW Sojusz Lewicy Demokratycznej – Unia Pracy | 20                                            | Opole        | wybrany po raz pierwszy                                                      | 28,39                                                                                |          |
| Grzegorz Niski                  | Grzegorz Niski       | KKW Sojusz Lewicy Demokratycznej – Unia Pracy | 39                                            | Koszalin     | wybrany po raz pierwszy                                                      | 30,83                                                                                |          |
| Marian Noga                     | Marian Noga          | KKW Sojusz Lewicy Demokratycznej – Unia Pracy | 3                                             | Wrocław      | senator IV kadencji (2000–2001)                                              | 32,58                                                                                |          |
| Longin Pastusiak                | Longin Pastusiak     | KKW Sojusz Lewicy Demokratycznej – Unia Pracy | 24                                            | Gdańsk       | poseł na Sejm I, II i III kadencji (1991–2001)                               | 33,56                                                                                |          |
| Kazimierz Pawełek               | Kazimierz Pawełek    | KKW Sojusz Lewicy Demokratycznej – Unia Pracy | 6                                             | Lublin       | wybrany po raz pierwszy                                                      | 23,00                                                                                |          |
| Wojciech Pawłowski              | Wojciech Pawłowski   | KKW Sojusz Lewicy Demokratycznej – Unia Pracy | 21                                            | Krosno       | wybrany po raz pierwszy                                                      | 21,32                                                                                |          |
| Jerzy Pieniążek                 | Jerzy Pieniążek      | KKW Sojusz Lewicy Demokratycznej – Unia Pracy | 11                                            | Sieradz      | senator IV kadencji (1997–2001)                                              | 34,67                                                                                |          |
| Krzysztof Piesiewicz            |                      | Krzysztof Piesiewicz                          | KWW Blok Senat 2001                           | 18           | Warszawa                                                                     | senator II i IV kadencji (1991–1993, 1997–2001)                                      | 41,77    |
| Wiesław Pietrzak                |                      | Wiesław Pietrzak                              | KKW Sojusz Lewicy Demokratycznej – Unia Pracy | 34           | Olsztyn                                                                      | senator IV kadencji (1997–2001)                                                      | 34,05    |
| Zbyszko Piwoński                | Zbyszko Piwoński     | KKW Sojusz Lewicy Demokratycznej – Unia Pracy | 8                                             | Zielona Góra | senator III i IV kadencji (1993–2001)                                        | 36,74                                                                                |          |
| Sergiusz Plewa                  | Sergiusz Plewa       | KKW Sojusz Lewicy Demokratycznej – Unia Pracy | 23                                            | Białystok    | poseł na Sejm II i III kadencji (1993–2001)                                  | 29,97                                                                                |          |
| Bogdan Podgórski                | Bogdan Podgórski     | KKW Sojusz Lewicy Demokratycznej – Unia Pracy | 12                                            | Kraków       | wybrany po raz pierwszy                                                      | 21,83                                                                                |          |
| Lesław Podkański                |                      | Lesław Podkański                              | Polskie Stronnictwo Ludowe                    | 7            | Chełm                                                                        | poseł na Sejm II i III kadencji (1993–2001)                                          | 26,06    |
| Jolanta Popiołek                |                      | Jolanta Popiołek                              | KKW Sojusz Lewicy Demokratycznej – Unia Pracy | 15           | Płock                                                                        | wybrana po raz pierwszy                                                              | 29,89    |
| Zbigniew Religa                 |                      | Zbigniew Religa                               | KWW Blok Senat 2001                           | 28           | Gliwice                                                                      | senator III kadencji (1993–1997)                                                     | 51,96    |
| Zbigniew Romaszewski            | Zbigniew Romaszewski | KWW Blok Senat 2001                           | 18                                            | Warszawa     | senator I, II, III i IV kadencji (1989–2001)                                 | 38,98                                                                                |          |
| Tadeusz Rzemykowski             |                      | Tadeusz Rzemykowski                           | KKW Sojusz Lewicy Demokratycznej – Unia Pracy | 37           | Piła                                                                         | senator III i IV kadencji (1993–2001)                                                | 38,60    |
| Wiesława Sadowska               | Wiesława Sadowska    | KKW Sojusz Lewicy Demokratycznej – Unia Pracy | 16                                            | Radom        | wybrana po raz pierwszy                                                      | 28,72                                                                                |          |
| Janina Sagatowska               |                      | Janina Sagatowska                             | KWW Blok Senat 2001                           | 22           | Rzeszów                                                                      | senator IV kadencji (1997–2001)                                                      | 19,31    |
| Ewa Serocka                     |                      | Ewa Serocka                                   | KKW Sojusz Lewicy Demokratycznej – Unia Pracy | 25           | Gdynia                                                                       | wybrana po raz pierwszy                                                              | 30,36    |
| Krystyna Sienkiewicz            | Krystyna Sienkiewicz | KKW Sojusz Lewicy Demokratycznej – Unia Pracy | 5                                             | Toruń        | poseł na Sejm II kadencji (1993–1997)                                        | 31,83                                                                                |          |
| Dorota Simonides                |                      | Dorota Simonides                              | KWW Blok Senat 2001                           | 20           | Opole                                                                        | senator I, II, III i IV kadencji (1990–2001) poseł na Sejm VIII kadencji (1980–1985) | 28,70    |
| Ryszard Sławiński               |                      | Ryszard Sławiński                             | KKW Sojusz Lewicy Demokratycznej – Unia Pracy | 36           | Konin                                                                        | senator IV kadencji (1997–2001)                                                      | 32,59    |
| Robert Smoktunowicz             |                      | Robert Smoktunowicz                           | KWW Blok Senat 2001                           | 19           | Warszawa                                                                     | wybrany po raz pierwszy                                                              | 39,59    |
| Jerzy Smorawiński               |                      | Jerzy Smorawiński                             | Polskie Stronnictwo Ludowe                    | 38           | Poznań                                                                       | senator IV kadencji (1997–2001)                                                      | 32,21    |
| Andrzej Spychalski              |                      | Andrzej Spychalski                            | KKW Sojusz Lewicy Demokratycznej – Unia Pracy | 35           | Kalisz                                                                       | wybrany po raz pierwszy                                                              | 22,75    |
| Grażyna Staniszewska            |                      | Grażyna Staniszewska                          | KWW Blok Senat 2001                           | 26           | Bielsko-Biała                                                                | poseł na Sejm X, I, II i III kadencji (1989–2001)                                    | 24,76    |
| Henryk Stokłosa                 |                      | Henryk Stokłosa                               | KWW Henryka Tadeusza Stokłosy                 | 37           | Piła                                                                         | senator I, II, III i IV kadencji (1989–2001)                                         | 42,97    |
| Alicja Stradomska               |                      | Alicja Stradomska                             | KKW Sojusz Lewicy Demokratycznej – Unia Pracy | 32           | Kielce                                                                       | wybrana po raz pierwszy                                                              | 26,16    |
| Jerzy Suchański                 | Jerzy Suchański      | KKW Sojusz Lewicy Demokratycznej – Unia Pracy | 32                                            | Kielce       | senator IV kadencji (1997–2001)                                              | 28,06                                                                                |          |
| Jan Szafraniec                  |                      | Jan Szafraniec                                | Liga Polskich Rodzin                          | 23           | Białystok                                                                    | senator II kadencji (1991–1993)                                                      | 28,18    |
| Józef Sztorc                    |                      | Józef Sztorc                                  | Polskie Stronnictwo Ludowe                    | 14           | Tarnów                                                                       | wybrany po raz pierwszy                                                              | 24,36    |
| Krzysztof Szydłowski            |                      | Krzysztof Szydłowski                          | KKW Sojusz Lewicy Demokratycznej – Unia Pracy | 6            | Lublin                                                                       | wybrany po raz pierwszy                                                              | 24,13    |
| Maria Szyszkowska               | Maria Szyszkowska    | KKW Sojusz Lewicy Demokratycznej – Unia Pracy | 18                                            | Warszawa     | wybrana po raz pierwszy                                                      | 34,04                                                                                |          |
| Andrzej Wielowieyski            |                      | Andrzej Wielowieyski                          | KWW Blok Senat 2001                           | 19           | Warszawa                                                                     | senator I kadencji (1989–1991) poseł na Sejm I, II i III kadencji (1991–2001)        | 36,27    |
| Edmund Wittbrodt                | Edmund Wittbrodt     | KWW Blok Senat 2001                           | 25                                            | Gdynia       | senator IV kadencji (1997–2001)                                              | 32,16                                                                                |          |
| Tadeusz Wnuk                    |                      | Tadeusz Wnuk                                  | KKW Sojusz Lewicy Demokratycznej – Unia Pracy | 31           | Sosnowiec                                                                    | wybrany po raz pierwszy                                                              | 44,07    |
| Zbigniew Zychowicz              | Zbigniew Zychowicz   | KKW Sojusz Lewicy Demokratycznej – Unia Pracy | 40                                            | Szczecin     | senator IV kadencji (2000–2001)                                              | 38,80                                                                                |          |
| Marian Żenkiewicz               | Marian Żenkiewicz    | KKW Sojusz Lewicy Demokratycznej – Unia Pracy | 5                                             | Toruń        | senator IV kadencji (1997–2001) poseł na Sejm X, I i II kadencji (1989–1997) | 30,34                                                                                |          |

### Senatorowie wybrani w wyborach uzupełniających
| Zdjęcie                    |  | Senator                    | Komitet wyborczy                              | Data wyboru               | Okręg | Siedziba OKW  | Dotychczasowy staż parlamentarny            | % Głosów |
| -------------------------- |  | -------------------------- | --------------------------------------------- | ------------------------- | ----- | ------------- | ------------------------------------------- | -------- |
| Mirosław Lubiński          |  | Mirosław Lubiński          | KKW Sojusz Lewicy Demokratycznej – Unia Pracy | 27 kwietnia 2003(dts)     | 2     | Wałbrzych     | wybrany po raz pierwszy                     | 38,14    |
| Krzysztof Jurgiel          |  | Krzysztof Jurgiel          | Prawo i Sprawiedliwość                        | 12 października 2003(dts) | 23    | Białystok     | poseł na Sejm III i IV kadencji (1997–2003) | 35,29    |
| Stanisław Huskowski        |  | Stanisław Huskowski        | KWW Stanisława Huskowskiego                   | 28 marca 2004(dts)        | 3     | Wrocław       | wybrany po raz pierwszy                     | 24,33    |
| Ryszard Matusiak           |  | Ryszard Matusiak           | Liga Polskich Rodzin                          | 11 czerwca 2004(dts)      | 1     | Legnica       | poseł na Sejm III kadencji (1997–2001)      | 27,78    |
| Krystyna Bochenek          |  | Krystyna Bochenek          | Unia Wolności                                 | 12 września 2004(dts)     | 30    | Katowice      | wybrana po raz pierwszy                     | 33,52    |
| Kazimierz Jaworski         |  | Kazimierz Jaworski         | KWW Kazimierza Jaworskiego „Dolina Strugu”    | 12 września 2004(dts)     | 22    | Rzeszów       | wybrany po raz pierwszy                     | 23,36    |
| Wojciech Saługa            |  | Wojciech Saługa            | Platforma Obywatelska RP                      | 12 września 2004(dts)     | 31    | Sosnowiec     | wybrany po raz pierwszy                     | 22,18    |
| Zofia Skrzypek-Mrowiec     |  | Zofia Skrzypek-Mrowiec     | Liga Polskich Rodzin                          | 12 września 2004(dts)     | 26    | Bielsko-Biała | wybrana po raz pierwszy                     | 21,01    |
| Klemens Ścierski           |  | Klemens Ścierski           | Unia Wolności                                 | 21 listopada 2004(dts)    | 29    | Rybnik        | poseł na Sejm II kadencji (1993–1997)       | 35,30    |
| Elżbieta Streker-Dembińska |  | Elżbieta Streker-Dembińska | Sojusz Lewicy Demokratycznej                  | 16 stycznia 2005(dts)     | 36    | Konin         | wybrana po raz pierwszy                     | 21,20    |

### Senatorowie, których mandat wygasł w trakcie kadencji (10 senatorów)
| Senator              | Senator                | Data wygaśnięcia mandatu                                  | Przyczyna                                     | Następca                   | Następca           |
| -------------------- | ---------------------- | --------------------------------------------------------- | --------------------------------------------- | -------------------------- | ------------------ |
|                      | Henryk Gołębiewski     | 31 stycznia 2003(dts)                                     | wybór na Marszałka Województwa Dolnośląskiego |                            | Mirosław Lubiński  |
| Adam Jamróz          | 10 lipca 2003(dts)     | wybór na sędziego Trybunału Konstytucyjnego               |                                               | Krzysztof Jurgiel          |                    |
| Marian Noga          | 14 stycznia 2004(dts)  | powołanie na członka Rady Polityki Pieniężnej             |                                               | Stanisław Huskowski        |                    |
| Jerzy Cieślak        | 25 kwietnia 2004(dts)  | śmierć                                                    |                                               | Ryszard Matusiak           |                    |
| Adam Gierek          | 13 czerwca 2004(dts)   | wybór na posła do Parlamentu Europejskiego                |                                               | Wojciech Saługa            |                    |
| Genowefa Grabowska   | 13 czerwca 2004(dts)   | wybór na posła do Parlamentu Europejskiego                |                                               | Krystyna Bochenek          |                    |
|                      | Mieczysław Janowski    | wybór na posła do Parlamentu Europejskiego                | 13 czerwca 2004(dts)                          |                            | Kazimierz Jaworski |
| Grażyna Staniszewska | 13 czerwca 2004(dts)   | wybór na posła do Parlamentu Europejskiego                |                                               | Zofia Skrzypek-Mrowiec     |                    |
|                      | Adam Graczyński        | 26 sierpnia 2004(dts)                                     | śmierć                                        |                            | Klemens Ścierski   |
| Ryszard Sławiński    | 18 listopada 2004(dts) | powołanie na członka Krajowej Rady Radiofonii i Telewizji |                                               | Elżbieta Streker-Dembińska |                    |

## Przynależność klubowa (stan na koniec kadencji)
Według stanu na koniec V kadencji senatorowie zrzeszeni byli w następujących klubach i kołach:
- Klub Senacki Sojusz Lewicy Demokratycznej – Unia Pracy „Lewica Razem” (58 senatorów, przewodniczący Ryszard Jarzembowski)[90],
- Klub Senacki Socjaldemokracji Polskiej (10 senatorów, przewodniczący Jerzy Suchański)[91],
- Klub Senatorski Blok Senat 2001 (8 senatorów, przewodniczący Krzysztof Piesiewicz)[92],
- Koło Senackie demokraci.pl (5 senatorów, przewodniczący Andrzej Wielowieyski)[93],
- Koło Senatorskie Ligi Polskich Rodzin (4 senatorów, przewodniczący Jan Szafraniec)[94],
- Koło Senatorów Ludowych i Niezależnych (4 senatorów, przewodniczący Lesław Podkański)[95],
- Klub Parlamentarny Platforma Obywatelska (3 senatorów)[96],
- Koło Senatorów Samoobrony Rzeczypospolitej Polskiej (3 senatorów, przewodniczący Henryk Dzido)[97],
- Klub Parlamentarny Prawo i Sprawiedliwość (2 senatorów)[98],
- Senatorowie niezrzeszeni (3 senatorów)[99].

| Klub Senacki Sojusz Lewicy Demokratycznej – Unia Pracy „Lewica Razem” | Klub Senacki Sojusz Lewicy Demokratycznej – Unia Pracy „Lewica Razem” | Klub Senacki Sojusz Lewicy Demokratycznej – Unia Pracy „Lewica Razem” | Klub Senacki Sojusz Lewicy Demokratycznej – Unia Pracy „Lewica Razem” |
| --- | --- | --- | --- |
| | | | |
| - Jerzy Adamski - Janusz Bargieł - Tadeusz Bartos - Janusz Bielawski - January Bień - Franciszek Bobrowski - Władysław Bułka - Czesława Christowa - Zygmunt Cybulski - Gerard Czaja - Jolanta Danielak - Krystyna Doktorowicz - Kazimierz Drożdż - Bernard Drzęźla - Józef Dziemdziela | - Genowefa Ferenc - Witold Gładkowski - Zbigniew Gołąbek - Andrzej Jaeschke - Zdzisław Jarmużek - Ryszard Jarzembowski - Dorota Kempka - Apolonia Klepacz - Janusz Konieczny - Aleksandra Koszada - Zbigniew Kruszewski - Zbigniew Kulak - Irena Kurzępa - Grzegorz Lato - Marian Lewicki | - Bogusław Litwiniec - Janusz Lorenz - Włodzimierz Łęcki - Władysław Mańkut - Jerzy Markowski - Grzegorz Matuszak - Bogusław Mąsior - Mieczysław Mietła - Stanisław Nicieja - Grzegorz Niski - Longin Pastusiak - Kazimierz Pawełek - Wojciech Pawłowski - Jerzy Pieniążek - Wiesław Pietrzak | - Zbyszko Piwoński - Sergiusz Plewa - Bogdan Podgórski - Jolanta Popiołek - Tadeusz Rzemykowski - Ewa Serocka - Krystyna Sienkiewicz - Andrzej Spychalski - Alicja Stradomska - Elżbieta Streker-Dembińska - Maria Szyszkowska - Tadeusz Wnuk - Marian Żenkiewicz |
| Klub Senacki Socjaldemokracji Polskiej | | | |
| | | | |
| - Marek Balicki - Maria Berny - Zdzisława Janowska | - Marian Kozłowski - Grzegorz Lipowski - Mirosław Lubiński | - Wiesława Sadowska - Jerzy Suchański - Józef Sztorc | - Krzysztof Szydłowski |
| Klub Senatorski Blok Senat 2001 | | | |
| | | | |
| - Franciszek Bachleda-Księdzularz - Andrzej Chronowski | - Kazimierz Kutz - Teresa Liszcz | - Krzysztof Piesiewicz - Zbigniew Religa | - Janina Sagatowska - Edmund Wittbrodt |
| Koło Senackie demokraci.pl | | | |
| | | | |
| - Krystyna Bochenek - Olga Krzyżanowska | - Dorota Simonides | - Klemens Ścierski | - Andrzej Wielowieyski |
| Koło Senatorów Ludowych i Niezależnych | | | |
| | | | |
| - Krzysztof Borkowski | - Lesław Podkański | - Jerzy Smorawiński | - Henryk Stokłosa |
| Koło Senatorskie Ligi Polskich Rodzin | | | |
| | | | |
| - Adam Biela | - Ryszard Matusiak | - Zofia Skrzypek-Mrowiec | - Jan Szafraniec |
| Klub Parlamentarny Platforma Obywatelska | | | |
| | | | |
| - Stanisław Huskowski | - Wojciech Saługa | - Robert Smoktunowicz | |
| Koło Senatorów Samoobrony Rzeczypospolitej Polskiej | | | |
| | | | |
| - Andrzej Anulewicz | - Henryk Dzido | - Sławomir Izdebski | |
| Klub Parlamentarny Prawo i Sprawiedliwość | | | |
| | | | |
| - Krzysztof Jurgiel | - Anna Kurska | | |
| Senatorowie niezrzeszeni | | | |
| | | | |
| - Kazimierz Jaworski | - Zbigniew Romaszewski | - Zbigniew Zychowicz | |

## Przewodniczący komisji
| Komisja                                                     | Data wyboru          | Przewodniczący komisji        | Przewodniczący komisji       |
| ----------------------------------------------------------- | -------------------- | ----------------------------- | ---------------------------- |
| Komisja Emigracji i Polaków za Granicą                      | 26 października 2001 |                               | Tadeusz Rzemykowski (SLD–UP) |
| Komisja Gospodarki i Finansów Publicznych                   | 26 października 2001 | Jerzy Markowski (SLD–UP)      |                              |
| Komisja Kultury i Środków Przekazu                          | 26 października 2001 | Ryszard Sławiński (SLD–UP)    |                              |
| Komisja Kultury i Środków Przekazu                          | 16 grudnia 2004      | Grzegorz Matuszak (SLD–UP)    |                              |
| Komisja Nauki, Edukacji i Sportu                            | 26 października 2001 | Marian Żenkiewicz (SLD–UP)    |                              |
| Komisja Obrony Narodowej i Bezpieczeństwa Publicznego       | 26 października 2001 | Wiesław Pietrzak (SLD–UP)     |                              |
| Komisja Ochrony Środowiska                                  | 26 października 2001 | Adam Graczyński (SLD–UP)      |                              |
| Komisja Ochrony Środowiska                                  | 30 września 2004     | January Bień (SLD–UP)         |                              |
| Komisja Polityki Społecznej i Zdrowia                       | 26 października 2001 | Marek Balicki (SLD–UP)        |                              |
| Komisja Polityki Społecznej i Zdrowia                       | 6 lutego 2003        | Jerzy Cieślak (SLD–UP)        |                              |
| Komisja Polityki Społecznej i Zdrowia                       | 30 września 2004     | Krystyna Sienkiewicz (SLD–UP) |                              |
| Komisja Regulaminowa, Etyki i Spraw Senatorskich            | 20 października 2001 | Jerzy Adamski (SLD–UP)        |                              |
| Komisja Rolnictwa i Rozwoju Wsi                             | 26 października 2001 | Jerzy Pieniążek (SLD–UP)      |                              |
| Komisja Samorządu Terytorialnego i Administracji Państwowej | 26 października 2001 | Zbyszko Piwoński (SLD–UP)     |                              |
| Komisja Skarbu Państwa i Infrastruktury                     | 26 października 2001 | Marian Noga (SLD–UP)          |                              |
| Komisja Skarbu Państwa i Infrastruktury                     | 28 stycznia 2004     |                               | Jerzy Suchański (SdPL)       |
| Komisja Spraw Unii Europejskiej                             | 19 maja 2004         |                               | Zygmunt Cybulski (SLD–UP)    |
| Komisja Spraw Zagranicznych                                 | 26 października 2001 |                               | Genowefa Grabowska (SdPL)    |
| Komisja Spraw Zagranicznych                                 | 24 czerwca 2004      |                               | Zbigniew Kulak (SLD–UP)      |
| Komisja Ustawodawstwa i Praworządności                      | 26 października 2001 |                               | Teresa Liszcz (BS)           |

Żaden z senatorów nie pełnił tej samej funkcji w Senacie IV kadencji.